# Plockton
Plockton är en ort i Storbritannien.   Den ligger i kommunen Highland och riksdelen Skottland, i den nordvästra delen av landet, 700 km nordväst om huvudstaden London. Plockton ligger 7 meter över havet och antalet invånare är 378.
Terrängen runt Plockton är huvudsakligen kuperad, men åt sydväst är den platt. Havet är nära Plockton västerut.  Närmaste större samhälle är Glenelg, 14,0 km söder om Plockton. 